# Podlužany (Bánovce nad Bebravou)
Podlužany (ungarisch Bánluzsány – bis 1907 Podluzsány) ist eine Gemeinde im Westen der Slowakei mit 964 Einwohnern (Stand 31. Dezember 2024), die zum Okres Bánovce nad Bebravou, einem Teil des Trenčiansky kraj gehört.

## Geographie

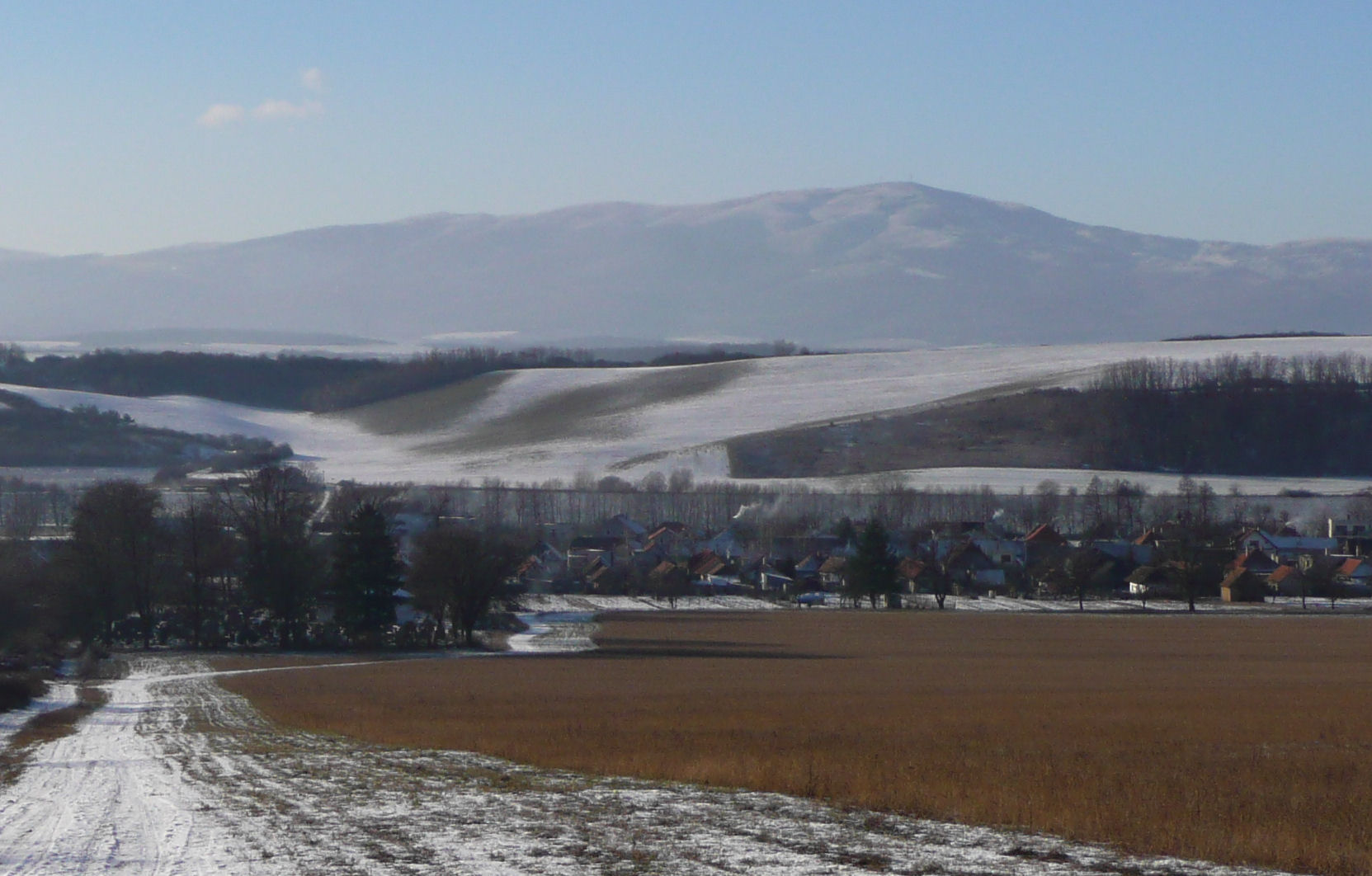
Blick auf das Dorf

Die Gemeinde befindet sich im nördlichen Donauhügelland am Mittellauf der Bebrava, teilweise vom Gebirge Strážovské vrchy umgeben. Das Ortszentrum liegt auf einer Höhe von 218 m n.m. und ist fünf Kilometer von Bánovce nad Bebravou entfernt.
Nachbargemeinden sind Timoradza im Norden, Ľutov im Nordosten, Prusy im Osten, Bánovce nad Bebravou im Süden und Dežerice im Westen.

## Geschichte
Das heutige Gemeindegebiet war in der Kupfersteinzeit besiedelt, es gab hier eine Siedlung der Badener Kultur.
Podlužany wurde zum ersten Mal 1295 als Polluzsan schriftlich erwähnt und gehörte zum Herrschaftsgut von Uhrovec, später teilweise zum Besitz der Familie Zongor. Als einziger Ort im Herrschaftsgebiet Uhrovec erhielt Podlužany im Jahr 1496 Stadt- und Marktrecht, das jedoch nur zehn Jahre später wieder aufgehoben wurde. Anfang des 18. Jahrhunderts hielt sich Franz II. Rákóczi in der Ortsgegend auf, im Zuge der Gefechte des Kuruzzenkriegs bei Trentschin. 1828 zählte man 48 Häuser und 432 Einwohner, deren Haupteinnahmequelle Landwirtschaft war. Im 19. Jahrhundert arbeiteten im Ort zwei Brennereien sowie eine Zuckerfabrik.
Bis 1918 gehörte der im Komitat Trentschin liegende Ort zum Königreich Ungarn und kam danach zur Tschechoslowakei beziehungsweise heute Slowakei.
Neben der heutigen Gemeinde existierte früher auch der Ort Zlobiny, der zum ersten Mal 1389 erwähnt wurde, aber 1828 bis auf einen Meierhof völlig aufgegeben wurde.

## Bevölkerung
| Jahr                | 1994 | 2004    | 2014    | 2024     |
| ------------------- | ---- | ------- | ------- | -------- |
| Anzahl der Personen | 838  | 810     | 865     | 964      |
| Unterschied         |      | −3,34 % | +6,79 % | +11,44 % |

| Jahr                | 2023 | 2024    |
| ------------------- | ---- | ------- |
| Anzahl der Personen | 968  | 964     |
| Unterschied         |      | −0,41 % |

Nach der Volkszählung 2011 wohnten in Podlužany 849 Einwohner, davon 806 Slowaken, sieben Ukrainer sowie drei Tschechen. Vier Einwohner gaben eine andere Ethnie an und 29 Einwohner machten diesbezüglich keine Angabe. 374 Einwohner bekannten sich zur römisch-katholischen Kirche, 336 Einwohner zur evangelischen Kirche A. B., neun Einwohner zur orthodoxen Kirche, zwei Einwohner zur evangelisch-methodistischen Kirche sowie ein Einwohner zur altkatholischen Kirche; ein Einwohner bekannte sich zu einer anderen Konfession. 67 Einwohner waren konfessionslos und bei 59 Einwohnern wurde die Konfession nicht ermittelt.

## Bauwerke
- römisch-katholische Emmerichskirche im Barockstil aus dem Anfang des 18. Jahrhunderts
- evangelische Toleranzkirche, ursprünglich 1827 im klassizistischen Stil erbaut, 1935 um den Turm ergänzt und teilweise umgestaltet